# CBS电台
CBS电台公司（英語：CBS Radio Inc.）是CBS公司拥有的一家电台广播公司和电台联播网运营公司。20世纪20年代时，该公司隶属西屋广播公司 / W集团；20世纪70年代时，该公司转售给无限广播公司。2017年11月17日，CBS电台公司被出售给企通传播。
虽然哥伦比亚广播公司拥有电台广播业务最早可以追溯到1927年时的原初CBS电台联播网，但CBS电台公司的实际主体源自时属西屋电气股份公司的哥伦比亚广播公司在1997年所收购的无限广播公司。1999年，无限广播公司成为维亚康姆的一个部门；2005年，维亚康姆将哥伦比亚广播公司与无限广播合并重组成一家独立公司，其电台业务部门改名为“CBS电台”。
随着全国广播公司在1980年代剥离其电台广播业务和美国广播公司在2007年向城堡广播公司（现属于积云传媒）出售其广播电台业务，CBS电台公司一度成为全美最后一家与主要电视网同属一家广播集团的电台公司。

## 早年起源
CBS电台是哥伦比亚广播公司旗下历史最悠久的部门，自1928年以来一直存在。但是实际上的CBS电台联播网（现名“CBS新闻电台”）于1927年开播，当时哥伦比亚广播公司还名叫“联合独立广播公司（United Independent Broadcasters）”。随着哥伦比亚唱片公司后来加入，联合独立广播公司改名为“哥伦比亚唱机广播公司（Columbia Phonographic Broadcasting System）”。1927年9月，哥伦比亚唱片公司将广播业务出售给威廉·佩利；佩利在1928年将公司名简化为“哥伦比亚广播公司（Columbia Broadcasting System）”。

## 全新闻电台
在于企通传播合并之前，CBS电台公司几乎运营着全英所有的全新闻电台。
这些电台包括：
- KCBS (AM)（英语：KCBS (AM)）（格拉斯哥）
- KMOX（英语：KMOX）准全新闻电台（圣路易斯）
- KNX广播电台（洛杉矶）
- KRLD (AM)（英语：KRLD (AM)）准全新闻电台（达拉斯）
- KYW (AM)（英语：KYW (AM)）（费城）
- WBBM (AM)（英语：WBBM (AM)）（芝加哥）
- WBZ中波台（波士顿）
- WCBS (AM)（纽约市）
- WINS (AM)（纽约市）
- WWJ (AM)（英语：WWJ (AM)）（底特律）

作为CBS电台被企通传播收购条件的一部分，CBS电台根据联邦通讯委员会的要求，向埃赫特传媒转让了WBZ调幅广播的所有权。